# Piero Ceccarini
Piero Ceccarini (Livorno, 1953. október 20. –) olasz nemzetközi labdarúgó-játékvezető.

## Pályafutása

### Nemzeti játékvezetés
1989-ben lett a Seria A játékvezetője. Az aktív nemzeti játékvezetéstől 1999-ben vonult vissza.

#### Nemzeti kupamérkőzések
Vezetett Kupa-döntők száma: 2.

##### Olasz-szuperkupa
| Időpont          | Helyszín             | Mérkőzés típusa | Mérkőzés             | Eredmény |
| ---------------- | -------------------- | --------------- | -------------------- | -------- |
| 1996. január 17. | Alpi Stadion, Torino | döntő           | Juventus FC–Parma FC | 1 : 0    |

##### Olasz-kupa
| Időpont        | Helyszín                  | Mérkőzés típusa     | Mérkőzés           | Eredmény |
| -------------- | ------------------------- | ------------------- | ------------------ | -------- |
| 1997. május 8. | San Paolo Stadion, Nápoly | döntő első mérkőzés | SSC Napoli–Vicenza | 1 : 0    |

### Nemzetközi játékvezetés
Az Olasz labdarúgó-szövetség Játékvezető Bizottsága (JB) terjesztette fel nemzetközi játékvezetőnek, a Nemzetközi Labdarúgó-szövetség (FIFA) 1992-től tartotta nyilván bírói keretében. Több nemzetek közötti válogatott és klubmérkőzést vezetett. UEFA besorolás szerint a „mester” kategóriába tevékenykedett. Az olasz nemzetközi játékvezetők rangsorában, a világbajnokság-Európa-bajnokság sorrendjében többedmagával a 11. helyet foglalja el 8 találkozó szolgálatával.
Az aktív nemzetközi játékvezetéstől 1999-ben a FIFA 45 éves korhatárát elérve búcsúzott.

#### Világbajnokság
A világbajnoki döntőhöz vezető úton Egyesült Államokba a XV., az 1994-es labdarúgó-világbajnokságra és Franciaországba a XVI., az 1998-as labdarúgó-világbajnokságra a FIFA JB bíróként alkalmazta.

##### 1994-es labdarúgó-világbajnokság

###### Selejtező mérkőzés
| Időpont           | Helyszín                 | Mérkőzés típusa           | Mérkőzés       | Eredmény | Nézők száma |
| ----------------- | ------------------------ | ------------------------- | -------------- | -------- | ----------- |
| 1993. február 13. | Makario Stadion, Nicosia | előselejtező (4. csoport) | Ciprus–Belgium | 0 : 3    | 3 000       |

##### 1998-as labdarúgó-világbajnokság

###### Selejtező mérkőzés
| Időpont             | Helyszín                    | Mérkőzés típusa           | Mérkőzés                          | Eredmény | Nézők száma |
| ------------------- | --------------------------- | ------------------------- | --------------------------------- | -------- | ----------- |
| 1997. március 29.   | Poljud Stadion, Split       | előselejtező (1. csoport) | Horvátország–Dánia                | 1 : 1    | 33 865      |
| 1997. augusztus 24. | Tehelne Stadion, Pozsony    | előselejtező (6. csoport) | Szlovákia–Csehország              | 2 : 1    | 26 000      |
| 1997. november 9.   | Központi Stadion, Abu-Dzabi | előselejtező (B. csoport) | Egyesült Arab Emírségek–Dél-Korea | 1 : 3    |             |

#### Európa-bajnokság
Az európai-labdarúgó torna döntőjéhez vezető úton Angliába a X., az 1996-os labdarúgó-Európa-bajnokságra és Belgiumba és Hollandiába a XI., a 2000-es labdarúgó-Európa-bajnokságra az UEFA JB játékvezetőként foglalkoztatta.

##### 1996-os labdarúgó-Európa-bajnokság

###### Selejtező mérkőzés
| Időpont             | Helyszín                     | Mérkőzés típusa           | Mérkőzés            | Eredmény | Nézők száma |
| ------------------- | ---------------------------- | ------------------------- | ------------------- | -------- | ----------- |
| 1995. szeptember 6. | Nya Ullevi Stadion, Göteborg | előselejtező (3. csoport) | Svédország–Svájc    | 0 : 0    | 40 505      |
| 1995. november 15.  | Luz Stadion, Lisszabon       | előselejtező (6. csoport) | Portugália–Írország | 3 : 0    | 71 766      |

###### Európa-bajnoki mérkőzés
| Időpont         | Helyszín                   | Mérkőzés típusa              | Mérkőzés               | Eredmény | Nézők száma |
| --------------- | -------------------------- | ---------------------------- | ---------------------- | -------- | ----------- |
| 1996. június 9. | Elland Road Stadion, Leeds | csoportmérkőzés (B. csoport) | Spanyolország–Bulgária | 1 : 1    | 24 000      |

##### 2000-es labdarúgó-Európa-bajnokság

###### Selejtező mérkőzés
| Időpont           | Helyszín                   | Mérkőzés típusa           | Mérkőzés                  | Eredmény | Nézők száma |
| ----------------- | -------------------------- | ------------------------- | ------------------------- | -------- | ----------- |
| 1998. október 10. | Luzsnyiki Stadion, Moszkva | előselejtező (4. csoport) | Oroszország–Franciaország | 2 : 3    | 20 989      |

#### Nemzetközi kupamérkőzések
Vezetett Kupa-döntők száma: 2.

##### Bajnokcsapatok Ligája
| Időpont              | Helyszín             | Mérkőzés típusa       | Mérkőzés                                | Eredmény |
| -------------------- | -------------------- | --------------------- | --------------------------------------- | -------- |
| 1993. szeptember 15. | Népstadion, Budapest | előselejtező (1. kör) | Budapest Honvéd FC–Manchester United FC | 2 : 3    |

##### Kupagyőztesek Európa-kupája
| Időpont         | Helyszín                     | Mérkőzés típusa | Mérkőzés                 | Eredmény | Nézők száma |
| --------------- | ---------------------------- | --------------- | ------------------------ | -------- | ----------- |
| 1995. május 10. | Princes Park Stadion, Párizs | döntő           | Arsenal FC–Real Zaragoza | 1 : 2    | 43 000      |

##### UEFA-szuperkupa
| Időpont           | Helyszín                            | Mérkőzés típusa | Mérkőzés                       | Eredmény | Nézők száma |
| ----------------- | ----------------------------------- | --------------- | ------------------------------ | -------- | ----------- |
| 1998. március 11. | Signal Iduna Park Stadion, Dortmund | döntő           | Borussia Dortmund–FC Barcelona | 1 : 1    | 32 500      |

## Szakmai sikerek
- 1995-ben sportpályafutásának elismeréseként a Dr. Giovanni Mauro alapítvány elismerő díjával jutalmazták.
- Az IFFHS (International Federation of Football History & Statistics) 1987-2011 évadokról tartott nemzetközi szavazásán 151, játékvezető besorolásával minden idők 125, legjobb bírójának rangsorolta, holtversenyben  Ali Al-Badwawi, Graham Barber, Olegário Benquerença, Martin Hansson, James McCluskey, Nicole Petignat, Alain Sars, Mark Shield és Kírosz Vasszárasz társaságában.